# Parada de Unibertsitatea
Unibertsitatea es una parada de la línea Abetxuko - Unibertsitatea del tranvía de Vitoria, explotado por Euskotren Tranbia. Fue inaugurada el 15 de febrero de 2020 junto a las paradas de Hegoalde y Florida, como parte de la ampliación sur del tranvía.

## Localización
Se encuentra ubicada en la Calle Domingo Martínez Aragón, junto al Parque María de Maeztu y la Biblioteca Koldo Mitxelena de la Universidad del País Vasco.

## Líneas
| Líneas que prestan servicio en la parada de Unibertsitatea |            |       |             |             |
| << Cabecera                                                | < Anterior | Línea | Siguiente > | Cabecera >> |
| Abetxuko                                                   | Hegoalde   | TVG   | Término     | Término     |

## Conexiones
El 1 de marzo de 2022 con la puesta en marcha del BEI (Bus Eléctrico Inteligente), esta parada es uno de los intercambiadores de transportes entre el tranvía y el sistema de BRT, al situarse la parada del BEI anexa a la del tranvía.
A partir de la inauguración del tranvía a Salburua en 2023, los tranvías procedentes de Abetxuko son los que acaban en esta parada; pasando los que parten desde Ibaiondo al nuevo ramal este de la ciudad hacia Salburua.